# Балморал (замък)
Балморал (на английски: Balmoral Castle) е голямо имение разположено в района на Абърдийншър, Шотландия. Имението е закупено от съпруга на Кралица Виктория – Принц Алберт и става любима лятна резиденция на кралското семейство. То е частна собственост на кралицата и не е част от притежаваните от държавата кралски имоти. Намира се близо до село Крати, на 14 km западно от Балатер и на 80 km западно от Абърдийн.
Имението и неговият оригинален замък са закупени от семейство Фаркухарсън през 1852 г. от принц Алберт, съпругът на кралица Виктория. Скоро след това се оказва, че къщата е твърде малка и сегашният замък Балморал е въведен в експлоатация. Архитектът е Уилям Смит от Абърдийн, а проектите му са изменени от принц Алберт. Балморал остава частна собственост на монарха и не е част от кралските имоти. Това е лятната резиденция на кралица Елизабет II, която умира в Балморал на 8 септември 2022 г.
Замъкът е пример за шотландска баронска архитектура и е класифициран от Historic Environment Scotland като сграда от категория А. Новият замък е завършен през 1856 г., а старият замък е разрушен малко след това.
Имението се е предавало от поколение на поколение като постепенно се разширява и днес заема площ от 50 000 акра (20 000 хектара). Днес там работят 50 души постоянен персонал и между 50 и 100 души – нещатни служители.

## Архитектура
Въпреки че се нарича замък, основната функция на Балморал е тази на селска къща. Това е „типична и доста обикновена“ селска къща от Викторианския период. Кулата и „кулите с чушки“ са характерни черти на шотландския баронски стил на резиденцията. Седеметажната кула е архитектурен елемент, заимстван от средновековните отбранителни кули. Кулите „пиперник“ са повлияни от стила на френските замъци от 16-ти век. Други характеристики на шотландския баронски стил са стъпаловидни фронтони, капандури и порте-кошер с бойници.

## Собственост
Балморал е частна собственост и, за разлика от официалните резиденции на монарха, не е собственост на Короната. Първоначално е закупен частно от принц Алберт за кралица Виктория, което означава, че никакви приходи от имението не отиват в парламента или в публичната кесия, както би било в противен случай за имоти, притежавани изцяло от монарха съгласно Закона за гражданския списък от 1760 г. Заедно със Сандрингам Хаус в Норфолк, собствеността върху Балморал е наследена от Едуард VIII при възкачването му през 1936 г. Когато той абдикира по-късно същата година обаче, той запазва собствеността върху тях. Измислено е финансово споразумение, според което Балморал и Сандрингам са закупени от брата на Едуард и наследник на короната, Джордж VI.
След като Елизабет става кралица, собствеността върху имението Балморал преминава към нея, а след смъртта й към най-големия й син крал Чарлз III, но имението се управлява от попечители съгласно актове за номинация и назначаване.